# Bulbophyllum mayombeense
Bulbophyllum mayombeense är en orkidéart som beskrevs av Leslie Andrew Garay. Bulbophyllum mayombeense ingår i släktet Bulbophyllum och familjen orkidéer.
Artens utbredningsområde är Kongo. Inga underarter finns listade i Catalogue of Life.